# Чедомир Јанић
Чедомир Ј. Јанић (Карловац, 1934 — Београд, 2013) био је историчар ваздухопловства, пилот, падобранац, ваздухопловни моделар, а од 1971. до 2002. године директор Музеја југословенског ваздухопловства у Београду.

## Биографија
Чедомир Јанић је рођен је 9. октобра 1934. године у Карловцу где му се отац затекао у служби (био је војни намештеник). Од 1937. године живи у Београду где завршава основну школу , гимназију и Филозофски факултет, група за историју. По завршеном факултету запошљава се у Команди ратног ваздухопловства Југославије у Одељењу за историју и Музеју југословенског ваздухопловства као први кустос те институције. За директора Музеја је избран 1971. године и на том месту био све до пензионисања новембра 2002. године. Био је уредник часописа „Лет“ и „Годишњака српског ваздухопловства“. После одласка у пензију посветио се писању књига и фељтона из области историје домаћег и ваздухопловства уопште. Бавио се и лексикографијом писао је за „Српски биографски речник“ Матице српске и „Српску енциклопедију“ Матице српске, САНУ и Завода за Уџбенике из Београда. Био је ожењен др Вером са којом је имао ћерку др Катарину. Умро је у Београду 3. јануара 2013. године.